# Serasker
Serasker (pers. ser – "głowa, naczelnik", arab. asker – "wojsko") – w Turcji osmańskiej tytuł dowódcy wojsk znaczeniem zbliżony do tytułu serdara. W XIX wieku wyraz ten stał się oficjalnym tytułem naczelnego wodza armii tureckiej i z tego czasu jest znany w polszczyźnie w postaci seraskier.
W Chanacie Krymskim – sędzia wojskowy, jeden z trzech urzędników bezpośrednio sprawujących władzę nad ordami koczującymi poza Krymem. Zwykle członek dynastii Girejów.